# 김민아 (전라북도의원)
김민아(金旻兒, 1969년 6월 8일 ~ )은 대한민국의 제7대 전라북도의원이었다.

## 학력
- 한국외국어대학교 태국어학 학사 졸업

## 경력
- 민주노동당 전북도당 부위원장
- 민주노동당 전북도당 여성위원장
- 민주노동당 전북도당 전주시 지역위원회 위원장
- 군산 미군기지 우리땅찾기시민모임 사무국장
- 군산 개복동 화재참사 대책위 연대담당
- 민주노동당 전북도지부 부지부장 및 여성위원장
- 전북 환경운동연합 집행위원
- 전북 학교 급식조례제정연대회의 집행위원
- 전북 여성장애인연대 전문위원
- 전북 여성발전연구원 이사
- 전북 여성정치발전센터 이사
- 2002.07 ~ 2006.06 제7대 전라북도의회 의원
- 2002.07 ~ 2004.07 제7대 전라북도의회 전반기 운영위원회 위원
- 2002.07 ~ 2004.07 제7대 전라북도의회 전반기 교육복지위원회 위원
- 2003.04 ~ 2004.02 제7대 전라북도의회 지방분권특별위원회 위원
- 2003.09 ~ 2004.03 제7대 전라북도의회 전라북도교육청예산낭비실태등사무조사특별위원회 위원
- 2004.07 ~ 2006.06 제7대 전라북도의회 후반기 교육복지위원회 위원
- 2004.07 ~ 2006.06 제7대 전라북도의회 후반기 예산결산특별위원회 위원
- 정의당 전북도당 위원장

## 역대 선거 결과
|  | 12.76% |

|  | 14.63% |

|  | 14.15% |